# هنري إتش وايتنغ
هنري إتش وايتنغ (بالإنجليزية: Henry H. Whiting)‏ هو قاضي ومحامي أمريكي، ولد في 20 يوليو 1923، وتوفي في 17 سبتمبر 2012.